# Fäulnis

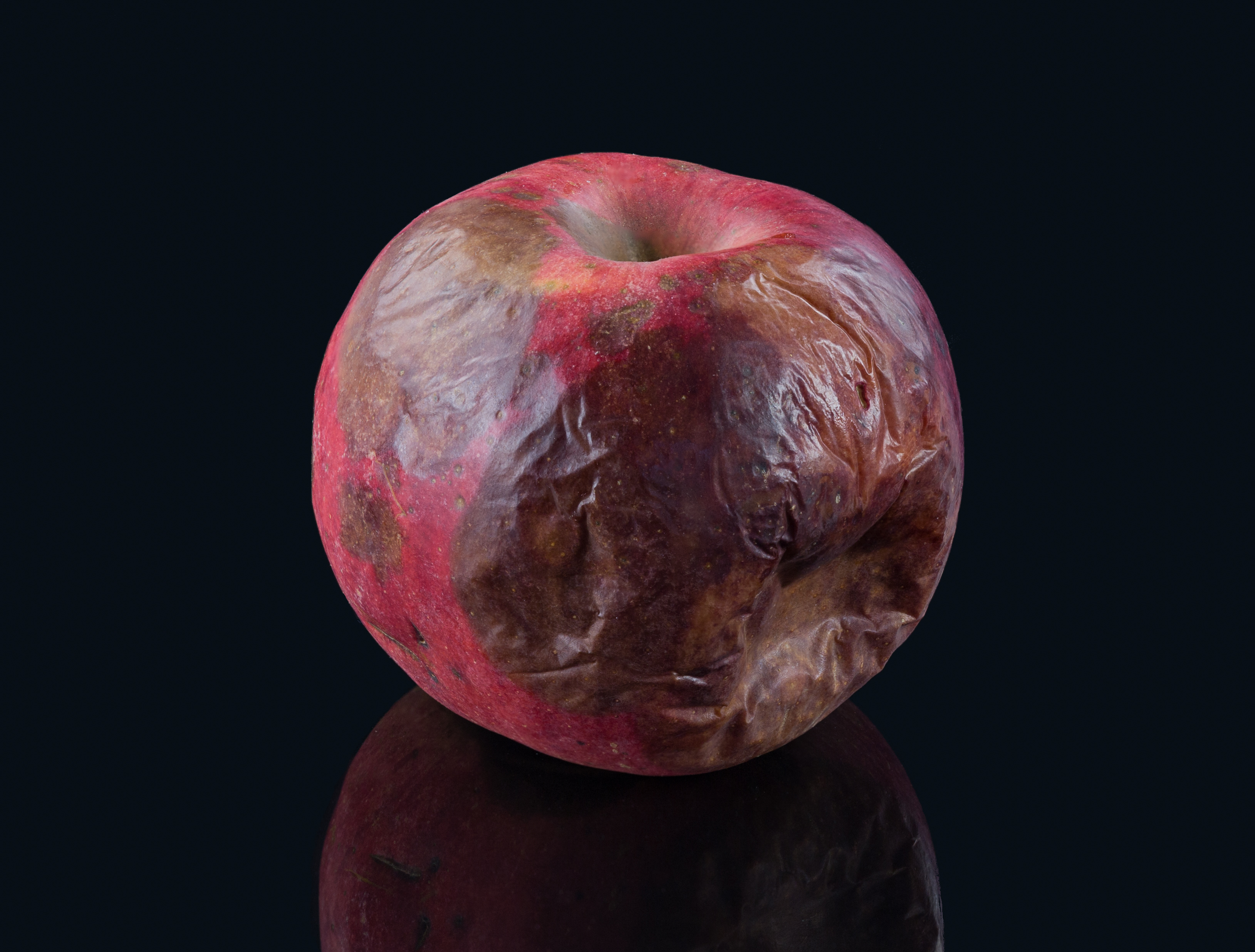
Fauler Apfel der Sorte Elstar

Als Fäulnis wird in der Ökologie und Thanatologie die bei Sauerstoffmangel ablaufende Zersetzung biotischer Stoffe durch Mikroorganismen bezeichnet. Oft wird besonders die Zersetzung unter Bildung unangenehmen Geruchs als Fäulnis bezeichnet. Fäulnis ist eine natürliche Form der Gärung.

## Geschichte
Fäulnis geht hervor von mittelhochdeutsch vūle „Fäulnis, Fäule“, mittelhochdeutsch/althochdeutsch vūl/fūl „faul, durch Fäulnis verdorben; faulig, stinkend“ und mittelhochdeutsch vūlen „faulen, verfaulen“, auch Fäule, und bereits mittelhochdeutsch Faulung. Bis 1595 wurde nicht zwischen Fäulnis und Gärung unterschieden, als Libavius sie anhand des zeitlichen Beginns trennte. Im Jahr 1837 entdeckte Theodor Schwann, dass Fäulnis und Gärung von der Anwesenheit von Mikroorganismen abhängig war. Allerdings ging er davon aus, dass Fäulnis durch tierische Mikroorganismen und Gärung durch Hefen verursacht wurde. In der Mitte des 20. Jahrhunderts wurde nach dem Substrat unterschieden: Fäulnis bei stickstoffhaltigen tierischen oder pflanzlichen Verbindungen und Gärung bei stickstofffreien pflanzlichen Verbindungen. In heutigen Lehrbüchern der Biochemie wird der Begriff der Fäulnis nicht mehr verwendet.

## Chemische Grundlagen
Die bei Fäulnis entstehenden Stoffwechselprodukte sind vor allem
- organische Stoffe, vor allem Propionsäure, Essigsäure, Buttersäure, Ethanol und verschiedene Amine,[4] und
- anorganische Stoffe, vor allem Ammoniak und Schwefelwasserstoff.

Viele Fäulnisprodukte sind flüchtig und für den unangenehmen Geruch verantwortlich, der bei Fäulnisprozessen entsteht. Durch den mikrobiellen Abbau von Proteinen und Aminosäuren entstehen unangenehm riechende, giftige Gase wie Ammoniak und Schwefelwasserstoff, in tierischen und menschlichen Leichen werden Leichengifte wie Cadaverin oder Putrescin gebildet.
In der Natur spielen neben oxidativen Abbauvorgängen, die unter Sauerstoffverbrauch ablaufen, Fäulnisprozesse eine wichtige Rolle, weil sie Bioelemente wie Stickstoff, Schwefel und Phosphor aus abgestorbenen Organismen in für Pflanzen nutzbare anorganische Stoffe überführen. Die sogenannte Faulung spielt auch bei der Biogasherstellung eine wichtige Rolle.
Steht genügend Sauerstoff zur Verfügung, werden organische Stoffe vollständig zu Kohlenstoffdioxid, Wasser und Harnstoff abgebaut. Dieser Prozess wird als Verwesung bezeichnet. Die Zersetzung durch dem toten Körper eigene, supravitale Enzyme wird als Autolyse bezeichnet.
Bei der Aufbewahrung von Nahrungsmitteln sind Fäulnisprozesse unerwünscht, da sie Nahrungsmittel verderben und ungenießbar machen. Erkrankungen durch Fäulniserreger werden als Sapronosen bezeichnet. Durch Konservierungsverfahren, beispielsweise durch Kühlung und durch Anwendung von Konservierungsmitteln, die den Stoffwechsel, das Wachstum und die Vermehrung von Fäulniserregern in Nahrungsmitteln verhindern oder verzögern, lässt sich die Haltbarkeit von Lebensmitteln verlängern.